# Список Героев Социалистического Труда (Ю)
Эта страница является частью списка Героев Социалистического Труда и перечисляет в алфавитном порядке лиц, удостоенных звания Героя Социалистического Труда, чьи фамилии начинаются с буквы «Ю».
- Список не включает дважды и трижды Героев Социалистического Труда, а также лиц, лишённых этого звания.
- Список содержит информацию о датах жизни, роде деятельности и дате присвоения звания Героя.
- Герои, удостоенные звания посмертно, выделены в списке  серым цветом .
- Герои, сменившие фамилию после присвоения звания, приводятся в списках дважды, при этом строка с новой фамилией выделяется  бежевым цветом  и не имеет номера.

## Список людей, фамилии которых начинаются с «Ю»
| №         | Фамилия, Имя Отчество         | Даты жизни              | Деятельность | Дата присвоения | ГС         |
| --------- | ----------------------------- | ----------------------- | --- | --------------- | ---------- |
| 1         | Югай Герман                   | 19.02.1920 — 19.12.1979 | Колхозник колхоза имени Сталина Вазирского сельсовета Гурленского района Хорезмской области | 13.06.1950      | [ ГС 1 ]   |
| 2         | Югай Ман Ден                  | 1906 — 01.04.1980       | Бригадир колхоза «Новая жизнь» Нижне-Чирчикского района Ташкентской области | 18.09.1950      | [ ГС 2 ]   |
| 3         | Юданов Феодосий Вавилович     | 29.05.1915 — 22.02.1985 | Председатель колхоза «Маяк коммунизма» Борисовского района Минской области | 08.04.1971      | [ ГС 3 ]   |
| 4         | Юдин Александр Михайлович     | 22.03.1931 — 17.04.2009 | Тракторист совхоза «Чебеньковский» Оренбургского района Оренбургской области | 08.04.1971      | [ ГС 4 ]   |
| 5         | Юдин Алексей Фомич            | 1925 — 08.07.1986       | Бригадир полеводческой бригады колхоза «Страна Советов» Балахтинского района Красноярского края | 10.04.1948      | [ ГС 5 ]   |
| 6         | Юдин Василий Тихонович        | 08.09.1910 — 06.11.1993 | Шофёр автоколонны Кемеровского управления автомобильного транспорта Министерства автомобильного транспорта и шоссейных дорог РСФСР                                                                                | 05.10.1966      |            |
| 7         | Юдин Иван Максимович          | 1909 — ????             | Первый секретарь Новокубанского райкома КПСС, Краснодарский край | 23.06.1966      | [ ГС 6 ]   |
| 8         | Юдин Яков Иванович            | 27.10.1880 — 05.11.1954 | Старший конюх колхоза «Заря Севера» Беломорского района Карело-Финской ССР | 30.07.1949      | [ ГС 7 ]   |
| 9         | Юдин Яков Фёдорович           | 15.04.1915 — 08.01.1994 | Бригадир Слюдянской дистанции пути Восточно-Сибирской железной дороги, Иркутская область | 01.08.1959      | [ ГС 8 ]   |
| 10        | Южаков Юрий Александрович     | 18.07.1932 — 26.10.2001 | Командир вертолёта Ми-10к Тюменского управления гражданской авиации Министерства гражданской авиации СССР | 12.01.1979      | [ ГС 9 ]   |
| 11        | Южилкина Мария Ефимовна       | 24.09.1914 — ????       | Доярка совхоза «Лесное» Всеволожского района Ленинградской области | 22.06.1957      | [ ГС 10 ]  |
| 12        | Юзбашев Лев Герасимович       | 24.09.1910 — 1962       | Главный конструктор, начальник специального конструкторского отдела Ленинградского отделения института «Горстройпроект» Госстроя СССР                                                                             | 28.01.1960      | [ ГС 11 ]  |
| 13        | Юзюк Алексей Ефремович        | 1933 — ????             | Бригадир колхоза имени Шевченко Изяславского района Хмельницкой области | 22.12.1977      |            |
| 14        | Юлдашев Гадойбой              | 1915—1967               | Звеньевой колхоза имени Сталина Ленинабадского района Ленинабадской области | 01.03.1948      |            |
| 15        | Юлдашев Нуркул                | 1909 — ????             | Старший чабан совхоза имени Гагарина Шурчинского района Сурхандарьинской области | 08.04.1971      | [ ГС 12 ]  |
| 16        | Юлдашев Раимберды             | 1926 — ????             | Звеньевой колхоза имени Кагановича Янги-Юльского района Ташкентской области | 27.04.1948      | [ ГС 13 ]  |
| 17        | Юлдашев Хамид                 | 1910 — ????             | Звеньевой виноградарского совхоза «Булунгур» Министерства пищевой промышленности СССР, Булунгурский район Самаркандской области                                                                                   | 05.10.1949      |            |
| 18        | Юлдашев Хусан                 | 1916 — ????             | Первый секретарь Чинабадского райкома Компартии Узбекистана, Андижанская область | 11.01.1957      | [ ГС 14 ]  |
| 19        | Юлдашева Майрамхон            | 1922 — ????             | Председатель колхоза имени Тельмана Алтын-Кульского района Андижанской области | 07.03.1960      | [ ГС 15 ]  |
| 20        | Юлдашева Мархамат             | 1920 — ????             | Ровничница прядильной фабрики № 2 Ташкентского текстильного комбината имени Сталина | 07.03.1960      | [ ГС 16 ]  |
| 21        | Юлдашева Мубара               | 1920 — ????             | Бригадир полеводческой бригады колхоза имени Кирова Орджоникидзевского района Ташкентской области | 11.01.1957      | [ ГС 17 ]  |
| 22        | Юлдашева Назира               | 1925 — ????             | Звеньевая колхоза «Хакикат» Сыр-Дарьинского района Ташкентской области | 27.04.1948      | [ ГС 18 ]  |
| 23        | Юлдашева Овезджан             | 1924 — ????             | Звеньевая колхоза имени Тельмана Ленинского района Ташаузской области | 30.07.1951      | [ ГС 19 ]  |
| 24        | Юлдашева Ойшахон              | 1927 — ????             | Звеньевая колхоза «Кзыл-Куяш» Янги-Юльского района Ферганской области | 18.05.1949      | [ ГС 20 ]  |
| 25        | Юлле Александр Августович     | 23.08.1935 — 02.07.1994 | Тракторист совхоза «Лазурный» Красноармейского района Челябинской области | 15.12.1972      | [ ГС 21 ]  |
| 26        | Юльчиева Ташай                | 1917—1982               | Прядильщица Чимкентского хлопчатобумажного комбината, Южно-Казахстанская область | 07.03.1960      | [ ГС 22 ]  |
| 27        | Юматова Анна Тихоновна        | 15.09.1924 — 18.10.1988 | Председатель колхоза «Коммунизм» Джеты-Огузского района Киргизской ССР | 22.03.1966      | [ ГС 23 ]  |
| 28        | Юмашев Николай Александрович  | 22.11.1905 — 07.07.1989 | Управляющий республиканским специализированным строительно-монтажным трестом «Казэлеватормельмонтаж» Министерства сельского строительства Казахской ССР, гор. Алма-Ата                                            | 07.05.1971      | [ ГС 24 ]  |
| 29        | Юндунов Дамша                 | 1925—1967               | Старший чабан совхоза «Агинский» Могойтуйского района Агинского Бурятского национального округа Читинской области                                                                                                 | 22.03.1966      | [ ГС 25 ]  |
| 30        | Юндунов Цырен Бадмаевич       | 1918 — ????             | Бригадир колхоза имени Кирова Курумканского аймака Бурят-Монгольской АССР | 29.03.1948      | [ ГС 26 ]  |
| 31        | Юндунова Сыбжит               | 28.04.1924 — 12.04.1995 | Старший чабан государственного племенного завода «Комсомолец» Чернышевского района Читинской области | 08.04.1971      | [ ГС 27 ]  |
| 32        | Юнолайнен Юхан Адамович       | 07.03.1931 — 20.04.2005 | Комбайнёр совхоза «Куртна» Кохтла-Ярвеского района Эстонской ССР | 08.04.1971      |            |
| 33        | Юносова Ольга Петровна        | 24.10.1918 — 22.07.2005 | Свинарка Имбежского свиноводческого совхоза Уярского района Красноярского края | 22.03.1966      | [ ГС 28 ]  |
| 34        | Юнусалиев Кушназар            | 1910 — ????             | Председатель Ленинского райисполкома Джалал-Абадской области | 15.02.1957      | [ ГС 29 ]  |
| 35        | Юнусов Али Юнусович           | 14.10.1936 — 01.10.1987 | Старший чабан совхоза «Турксад» Левокумского района Ставропольского края | 05.12.1985      | [ ГС 30 ]  |
| 36        | Юнусов Анатолий Усманович     | 1934—1997               | Бригадир водителей автомобилей Целиноградского автотранспортного предприятия Министерства автомобильного транспорта Казахской ССР                                                                                 | 14.08.1986      | [ ГС 31 ]  |
| 37        | Юнусов Ганишер                | 1905 — 01.04.1964       | Бригадир полеводческой бригады колхоза имени Молотова Гулистанского района Ташкентской области | 11.01.1957      | [ ГС 32 ]  |
| 38        | Юнусов Мамараим               | 1899 — ????             | Председатель колхоза «Ленинабад» Ак-Курганского района Ташкентской области | 11.01.1957      | [ ГС 33 ]  |
| 39        | Юнусов Мирумари               | 1877—1955               | Бригадир колхоза имени Молотова Ленинабадского района Ленинабадской области | 01.03.1948      | [ ГС 34 ]  |
| 40        | Юнусов Рахманали              | 1908 — ????             | Звеньевой колхоза имени Сталина Кулябского района Кулябской области | 01.03.1948      |            |
| 41        | Юнусов Сабир Юнусович         | 18.03.1909 — 28.11.1995 | Директор Института химии растительных веществ Академии наук Узбекской ССР, академик Академии наук Узбекской ССР, гор. Ташкент                                                                                     | 13.03.1969      | [ ГС 35 ]  |
| 42        | Юнусов Топчубай               | 1905—1982               | Председатель колхоза имени Хрущёва Ошского района Ошской области | 15.02.1957      | [ ГС 36 ]  |
| 43        | Юнусова Гульсиной             | 1929 — 03.10.2017       | Звеньевая колхоза имени Ленина Ворошиловабадского района Сталинабадской области | 01.03.1948      | [ ГС 37 ]  |
| 44        | Юнусова Патыш                 | 1898 — ????             | Звеньевая колхоза «Октябрь» Джамбулского района Джамбулской области | 28.03.1948      | [ ГС 38 ]  |
| 45        | Юпко Лев Дмитриевич           | 25.10.1911 — 10.01.1993 | Директор Запорожского металлургического завода имени Орджоникидзе «Запорожсталь» Запорожского совнархоза | 19.07.1958      | [ ГС 39 ]  |
| 46        | Юрасов Евгений Сергеевич      | 19.12.1921 — 11.03.2008 | Первый заместитель Главнокомандующего Войсками противовоздушной обороны страны СССР, генерал-полковник, гор. Москва                                                                                               | 18.02.1981      | [ ГС 40 ]  |
| 47        | Юрасов Игорь Евгеньевич       | 10.10.1922 — 02.03.1985 | Начальник отдела управления ОКБ-1 Государственного комитета Совета Министров СССР по оборонной технике, Московская область                                                                                        | 17.06.1961      | [ ГС 41 ]  |
| 48        | Юргель Софья Мартыновна       | 18.05.1925 — 21.07.2007 | Бригадир тракторной бригады Глубокской МТС Глубокского района Молодечненской области | 18.01.1958      | [ ГС 42 ]  |
| 49        | Юрген Лидия Фёдоровна         | 11.02.1916 — ????       | Председатель колхоза имени Тельмана Селидовского района Сталинской области | 26.02.1958      | [ ГС 43 ]  |
| 50        | Юречко Василий Ильич          | 1910—1975               | Бригадир тракторной бригады Пригородной МТС Северо-Осетинской АССР | 09.03.1948      | [ ГС 44 ]  |
| 51        | Юрин Георгий Андреевич        | 1915 — 14.12.1971       | Бригадир тракторной бригады Ессентукской МТС Ессентукского района Ставропольского края | 30.01.1948      | [ ГС 45 ]  |
| 52        | Юрин Георгий Яковлевич        | 06.03.1906 — 19.03.2000 | Старший машинист паровозного депо Отрожка Юго-Восточной железной дороги, Воронежская область | 01.08.1959      | [ ГС 46 ]  |
| 53        | Юрицина Варвара Дмитриевна    | 04.10.1926 — 21.03.2006 | Звеньевая колхоза «Красный маяк» Целинского района Ростовской области | 25.02.1948      | [ ГС 47 ]  |
| 54        | Юркевич Елена Романовна       | 16.12.1903 — 05.07.1986 | Звеньевая колхоза «10 лет БССР» Руденского района Минской области | 27.06.1950      | [ ГС 48 ]  |
| 55        | Юркевич Мария Емельяновна     | 18.06.1916 — 18.11.1997 | Звеньевая колхоза «10 лет БССР» Руденского района Минской области | 27.06.1950      | [ ГС 49 ]  |
| 56        | Юркин Константин Антонович    | 03.06.1909 — 23.09.1985 | Звеньевой колхоза «Красное знамя» Назаровского района Красноярского края | 01.06.1949      | [ ГС 50 ]  |
| 56.000001 | Юрко Клавдия Григорьевна      | 30.12.1926 — 02.02.2011 | Звеньевая колхоза имени Кагановича Ново-Титаровского района Краснодарского края | 02.06.1950      | [ ГС 51 ]  |
| 57        | Юрков Вячеслав Владимирович   | 23.05.1937 — 27.05.2004 | Бригадир горнорабочих очистного забоя шахтоуправления № 2 треста «Красноармейскуголь» комбината «Донецкуголь» Министерства угольной промышленности Украинской ССР, Донецкая область                               | 29.06.1966      | [ ГС 52 ]  |
| 58        | Юрков Иосиф Адрианович        | 08.11.1903 — 20.02.1976 | Управляющий трестом № 5 Министерства строительства Белорусской ССР, гор. Минск | 11.08.1966      | [ ГС 53 ]  |
| 59        | Юрков Станислав Герасимович   | 08.04.1930 — 2001       | Прикрепляльщик деталей обуви Ворошиловградского производственного объединения обувных предприятий имени 50-летия Великой Октябрьской социалистической революции Министерства лёгкой промышленности Украинской ССР | 05.04.1971      | [ ГС 54 ]  |
| 60        | Юров Анатолий Васильевич      | 21.01.1939 — 21.06.1996 | Бригадир слесарей-монтажников Ленинградского судостроительного завода имени А. А. Жданова Министерства судостроительной промышленности СССР, гор. Ленинград                                                       | 16.07.1986      | [ ГС 55 ]  |
| 61        | Юрош Андрей Ефимович          | 1929 — ????             | Бригадир комплексной бригады Тираспольского межрайонного строительного треста, Молдавская ССР | 11.08.1966      |            |
| 62        | Юртаева Раиса Васильевна      | 1929 — ????             | Рабочая Очхамурского совхоза имени Сталина Министерства сельского хозяйства СССР, Кобулетский район Аджарской АССР                                                                                                | 31.07.1950      | [ ГС 56 ]  |
| 63        | Юрцук Иван Николаевич         | 1925 — ????             | Звеньевой колхоза «Советская Молдавия» Леовского района Молдавской ССР | 14.07.1951      | [ ГС 57 ]  |
| 64        | Юрченко Ада Дмитриевна        | 01.01.1940 — 22.12.1999 | Колхозница колхоза «Маяк» Оржицкого района Полтавской области | 08.12.1973      | [ ГС 58 ]  |
| 65        | Юрченко Александра Алексеевна | 26.12.1909 — ????       | Звеньевая колхоза «За линию ЦК ВКП(б)» Панфиловского района Фрунзенской области | 26.03.1948      | [ ГС 59 ]  |
| 66        | Юрченко Владимир Данилович    | 24.08.1928 — 06.03.2015 | Бригадир полеводческой бригады совхоза «Ведрич» Речицкого района Гомельской области | 08.04.1971      | [ ГС 60 ]  |
| 67        | Юрченко Владимир Михайлович   | 20.07.1930 — ????       | Старший плавильщик Запорожского ферросплавного завода Министерства чёрной металлургии Украинской ССР | 30.03.1971      | [ ГС 61 ]  |
| 68        | Юрченко Григорий Павлович     | 06.02.1929 — 14.01.2004 | Бригадир тракторной бригады колхоза «Шляхом Ленина» Александровского района Кировоградской области | 08.12.1973      | [ ГС 62 ]  |
| 69        | Юрченко Марфа Фёдоровна       | 1896 — ????             | Звеньевая колхоза имени Ленина Чемеровецкого района Каменец-Подольской области | 16.02.1948      | [ ГС 63 ]  |
| 70        | Юрченко Надежда Архиповна     | 1916 — 27.11.1995       | Рабочая Ингирского совхоза имени Берия Министерства сельского хозяйства СССР, Зугдидский район Грузинской ССР | 05.07.1949      | [ ГС 64 ]  |
| 71        | Юрченко Николай Тимофеевич    | 19.12.1924 — 18.05.2010 | Председатель колхоза «Перемога коммунизму» Лохвицкого района Полтавской области | 31.12.1965      | [ ГС 65 ]  |
| 72        | Юрчишин Анна Степановна       | род. 18.07.1941         | Доярка колхоза «Зоря комунизму» Залещицкого района Тернопольской области | 06.09.1973      | [ ГС 66 ]  |
| 73        | Юрьев Василий Николаевич      | 05.02.1917 — 25.02.1975 | Бригадир оленеводческой бригады Мурманской оленеводческой опытной станции | 08.04.1971      | [ ГС 67 ]  |
| 74        | Юрьев Михаил Афанасьевич      | 06.09.1911 — 25.09.1994 | Директор завода «Красное Сормово» имени А. А. Жданова Министерства судостроительной промышленности СССР, Горьковская область                                                                                      | 26.04.1971      | [ ГС 68 ]  |
| 75        | Юрьева Клавдия Тарасовна      | 22.04.1914 — ????       | Заведующая цехом Душанбинской птицефабрики, Таджикская ССР | 22.03.1966      | [ ГС 69 ]  |
| 75.000002 | Юрьева Мария Ивановна         | 30.06.1927 — ????       | Звеньевая колхоза «Запорожец» Старо-Бешевского района Сталинской области | 02.06.1950      | [ ГС 70 ]  |
| 76        | Юсибов Гасан Мехти оглы       | 10.01.1884 — 05.06.1951 | Председатель колхоза имени Кагановича Ждановского района Азербайджанской ССР | 17.08.1948      | [ ГС 71 ]  |
| 77        | Юсипов Шамиль Сафинович       | 11.08.1932 — 18.08.2000 | Председатель колхоза «Чембилеевский» Краснооктябрьского района Горьковской области | 11.12.1973      | [ ГС 72 ]  |
| 78        | Юсифова Зейнаб Керим кызы     | 25.03.1924 — 08.05.1995 | Звеньевая колхоза имени XVII партсъезда Зангеланского района Азербайджанской ССР | 10.03.1948      | [ ГС 73 ]  |
| 79        | Юскин Василий Михайлович      | 25.04.1905 — 23.03.1980 | Заведующий фермой колхоза имени Тельмана Раменского района Московской области | 24.06.1949      | [ ГС 74 ]  |
| 80        | Юсубова Фатма Курбан кызы     | 1915 — ????             | Звеньевая колхоза имени Жданова Акстафинского района Азербайджанской ССР | 01.07.1949      | [ ГС 75 ]  |
| 81        | Юсупов Ахмаджан               | 1915 — ????             | Председатель колхоза имени Ахунбабаева Ханкинского района Хорезмской области | 26.02.1981      | [ ГС 76 ]  |
| 82        | Юсупов Бабарахмат             | 1912 — ????             | Председатель колхоза имени Сталина Денауского района Сурхан-Дарьинской области | 11.01.1957      | [ ГС 77 ]  |
| 83        | Юсупов Джаникул               | 1918 — 28.01.1988       | Председатель колхоза имени Чкалова Паст-Даргомского района Самаркандской области | 11.01.1957      | [ ГС 78 ]  |
| 84        | Юсупов Икрам                  | 1932 — ????             | Бригадир совхоза «Булунгур» № 1 Булунгурского района Самаркандской области | 30.04.1966      |            |
| 85        | Юсупов Исамидин               | 1911 — ????             | Председатель колхоза «XIX партсъезда» Андижанского района Андижанской области | 11.01.1957      | [ ГС 79 ]  |
| 86        | Юсупов Кабилджон              | 1929 — 03.10.2017       | Звеньевой колхоза «Коммунист» Канибадамского района Сталинабадского района | 01.03.1948      |            |
| 87        | Юсупов Мирахмат               | 1910 — ????             | Бригадир полеводческой бригады колхоза «Коммунизм» Янги-Юльского района Ташкентской области | 11.01.1957      | [ ГС 80 ]  |
| 88        | Юсупов Мустаким               | 1912 — ????             | Мастер завода «Ташсельмаш» Министерства тракторного и сельскохозяйственного машиностроения СССР, гор. Ташкент | 05.08.1966      |            |
| 89        | Юсупов Ринат Шайхуллович      | 01.01.1947 — 11.11.2020 | Тракторист колхоза имени Карла Маркса Чекмагушевского района Башкирской АССР | 23.12.1976      | [ ГС 81 ]  |
| 90        | Юсупов Рысбек                 | 20.06.1948 — 17.07.2021 | Оператор машинного доения Киргизской опытно-селекционной станции по растениеводству Сокулукского района Чуйской области                                                                                           | 07.05.1991      | [ ГС 82 ]  |
| 91        | Юсупов Хабибула               | 1927 — ????             | Бригадир полеводческой бригады колхоза «Узбекистан» Тюря-Курганского района Наманганской области | 11.01.1957      | [ ГС 83 ]  |
| 92        | Юсупов Хамит Габбасович       | 15.06.1917 — 21.01.1993 | Бульдозерист конторы строймеханизации управления по строительству Салаватского нефтехимического комбината, Башкирская АССР                                                                                        | 09.08.1958      | [ ГС 84 ]  |
| 93        | Юсупов Шаймардан              | 1922 — ????             | Первый секретарь Сталинабадского райкома Компартии Таджикистана, Сталинабадская область | 17.01.1957      | [ ГС 85 ]  |
| 94        | Юсупов Шермат                 | 1912 — 31.08.1960       | Председатель колхоза имени Сталина Избаскентского района Андижанской области | 11.01.1957      | [ ГС 86 ]  |
| 95        | Юсупов Юнус                   | 1930 — ????             | Слесарь Каттакурганского масложирокомбината Министерства пищевой промышленности Узбекской ССР, Самаркандская область                                                                                              | 26.04.1971      |            |
| 96        | Юсупов Якуб                   | 1912 — 02.1984          | Председатель колхоза имени Жданова Гиссарского района Таджикской ССР | 17.01.1957      |            |
| 97        | Юсупова Мартай                | 1918 — 09.09.1981       | Старший чабан совхоза имени Абая Чуйского района Джамбулской области | 22.03.1966      | [ ГС 87 ]  |
| 98        | Юсупова Санталатхан           | 05.06.1929 — 11.05.2003 | Механик-водитель, бригадир колхоза имени XXII партсъезда Араванского района Ошской области | 30.04.1966      | [ ГС 88 ]  |
| 99        | Юсупова Фатыма                | 1923 — 06.10.1997       | Телефонистка Ферганского городского узла связи Министерства связи СССР | 18.07.1966      | [ ГС 89 ]  |
| 100       | Юткевич Сергей Иосифович      | 28.12.1904 — 23.04.1985 | Кинорежиссёр, народный артист СССР, гор. Москва | 30.12.1974      | [ ГС 90 ]  |
| 101       | Юткина Анна Кондратьевна      | 19.04.1894 — 22.03.1983 | Звеньевая колхоза «Красный Перекоп» Мариинского района Кемеровской области | 20.05.1948      | [ ГС 91 ]  |
| 102       | Ютландов Юрий Дмитриевич      | 19.01.1934 — 11.06.2010 | Генеральный директор производственного объединения «Электровыпрямитель» Министерства электротехнической промышленности и приборостроения СССР, гор. Саранск, Мордовская АССР                                      | 25.06.1991      | [ ГС 92 ]  |
| 103       | Юферов Иван Семёнович         | 21.11.1928 — 29.02.2012 | Бригадир племсовхоза «Октябрьский» Кемеровского района Кемеровской области | 06.09.1973      | [ ГС 93 ]  |
| 104       | Юхименко Леонид Петрович      | 02.05.1925 — 22.07.1994 | Шлифовщик Уральского турбомоторного завода Министерства тяжёлого, энергетического и транспортного машиностроения СССР, гор. Свердловск                                                                            | 09.07.1966      | [ ГС 94 ]  |
| 105       | Юхнин Евгений Иванович        | 19.02.1912 — 07.03.1999 | Бывший начальник и главный конструктор Центрального морского конструкторского бюро «Алмаз» Министерства судостроительной промышленности СССР, гор. Ленинград                                                      | 07.07.1983      | [ ГС 95 ]  |
| 106       | Юхно Иван Ананьевич           | 19.08.1913 — 27.09.1983 | Машинист экскаватора управления механизации № 1 треста «Строймеханизация», гор. Владивосток Приморского края | 11.08.1966      | [ ГС 96 ]  |
| 107       | Юхно Фёкла Лазаревна          | 1914 — ????             | Свинарка свиноводческого совхоза имени Калинина Министерства совхозов СССР, Артёмовский район Сталинской области                                                                                                  | 24.09.1949      |            |
| 108       | Юшкина Анна Андреевна         | 20.07.1924 — 19.10.1988 | Мастер вагонного депо Валга Прибалтийской железной дороги, Эстонская ССР | 04.08.1966      | [ ГС 97 ]  |
| 109       | Юшко Евгения Иосифовна        | 03.02.1929 — 05.02.2013 | Звеньевая колхоза «Победа» Кореличского района Гродненской области | 30.04.1966      | [ ГС 98 ]  |
| 110       | Юшков Юрий Владимирович       | 15.04.1921 — 29.01.1993 | Управляющий трестом «Тюменьдорстрой» Министерства транспортного строительства СССР, Тюменская область | 08.01.1974      | [ ГС 99 ]  |
| 111       | Ющенко Александр Николаевич   | 14.09.1936 — 09.2021    | Главный агроном колхоза «Россия» Обоянского района Курской области | 08.04.1971      | [ ГС 100 ] |
| 112       | Ющенко Андрей Иванович        | 1904 — ????             | Старший агроном хлопкового совхоза «Сталинабадский» Министерства хлопководства СССР, Гиссарский район Таджикской ССР                                                                                              | 10.05.1951      |            |
| 113       | Ющенко Владимир Викторович    | 1928 — 04.02.2007       | Старший оператор-вальцовщик Западно-Сибирского металлургического завода имени 50-летия Великого Октября Министерства чёрной металлургии СССР, Кемеровская область                                                 | 30.03.1971      | [ ГС 101 ] |